# Antoine-Isaac Silvestre de Sacy
Antoine-Isaac, baron Silvestre de Sacy (født 21. september 1758 i Paris, død 21. februar 1838 sammesteds) var en fransk orientalist.
Silvestre de Sacy studerede jura i Paris, men arbejdede sig samtidig på egen hånd ind i flere østerlandske sprog, særlig arabisk, persisk og tyrkisk; i 1785 blev han medlem af Académie des inscriptions et belles-lettres og straks medlem af en komité, som skulle besørge udgivet udvalg af de vigtigste østerlandske håndskrifter, der fandtes i Paris. Disse udkom under titelen Notices et Extraits, og i mange år udkom næppe noget bind, uden at der i det fandtes værdifulde bidrag af Silvestre de Sacy. Under rædselsperioden boede han, der havde mistet sine stillinger, i ro i en afsides egn af Brie og udarbejdede her sit epokegørende arbejde Mémoire sur diverses antiquités de la Perse (1793). Et supplement kom i 1795 og endvidere i 1815 hans Mémoire sur les monuments de Kermanshah ou Bisutun.
I 1795 blev han professor i arabisk ved École des langues orientales og tillige medlem af det genoprettede Franske Institut. I 1806 blev han professor i persisk ved Collège de France. Samme år udgav han sin fortrinlige Chrestomathie arabe (3 bind; ny udgave 1826). I 1810 udkom hans Grammaire Arabe (2 bind; ny udgave 1831); i 1829 hans Anthologie grammaticale arabe. Disse tre værker kan endnu den dag i dag siges at være uundværlige. Silvestre de Sacy nød en stor videnskabelig anseelse i hele Europa, og omtrent alle orientalister af betydning fra den følgende tid har været elever af ham. 
I 1808 blev han medlem af Corps législatif, men han tog liden del deri før Napoleons fald. I 1814 stemte han for dennes afsættelse. Samme år var han bleven udnævnt til baron. Efter restaurationen i 1815 blev Silvestre de Sacy tillige censor og medlem af kommissionen for den offentlige undervisning, i 1823 administrator for Collège de France og École des langues orientales, i 1832 medlem af pairskammeret. I 1822 var han en af stifterne af Société Asiatique. Han samlede et meget stort og værdifuldt privatbibliotek, hvis katalog udkom 1842—47.
Silvestre de Sacy har udgivet en mængde værker af berømte østerlandske forfattere, ofte med oplysende anmærkninger, andre med fransk oversættelse, således (1810): Abd-al-Latîfs Relation de l'Égypte (med fortræffelige noter), Calila et Dimna (1816), Moallaka af Lebid, med
fransk oversættelse (1816), Ferid-uddin-Attars Pendnâme, persisk tekst, med fransk oversættelse (1819), Hariris Makamát (1822; ny udgave 1847—53), endvidere det Nye Testamente på syrisk og karschuni. I 1861 udgav hertugen af Broglie hans efterladte Mélanges de littérature orientale (med en éloge over ham). Desuden findes over 400 afhandlinger, artikler og lignende af Silvestre de Sacy i forskellige tidsskrifter og lærde selskabers skrifter.